# Serginho
Serginho este un diminutiv al prenumelui Sérgio, care se poate referi la:
- Serginho Chulapa (n. 1953), fotbalist brazilian care a participat la Campionatul Mondial de Fotbal 1982
- Sergio Claudio dos Santos (n. 1971), fotbalist internațional brazilian care a jucat la AC Milan
- Paulo Sérgio Oliveira da Silva (1974–2004), fotbalist brazilian care a decedat pe teren din cauza unui atac de cord
- Serginho Baiano, (n. 1978), fotbalist brazilian
- Sérgio Severino da Silva, cunoscut ca Serginho sau Serginho Pernambucano, (n. 1978) fotbalist brazilian
- Sérgio Rodrigo Penteado Dias, cunoscut ca Serginho sau Serginho Paulista, (n. 1980) fotbalist brazilian
- Serginho Greene (n. 1982), fotbalist olandez
- Sergio Moraes (n. 1982), artist și luptător brazilian de arte marțiale mixte (MMA) și Jiu-Jitsu
- Sergio van Dijk (n. 1982), fotbalist olandez
- Serginho Catarinense, (n. 1984) fotbalist brazilian
- Sérgio Mendes Coimbra, cunoscut ca Serginho sau Serginho Paulista, (n. 1988) fotbalist brazilian
- Sérgio Paulo Nascimento Filho, (n. 1988) fotbalist brazilian
- Sérgio Manuel Costa Carneiro (n. 1991), fotbalist portughez
- Sérgio Fernando Silva Rodrigues (n. 1985), fotbalist portughez
- Sérgio Ricardo dos Santos Júnior (n. 1990), fotbalist brazilian
- Sérgio Antônio Soler de Oliveira Junior (n. 1995), fotbalist brazilian